# لیگ برتر هندبال زنان ایران ۱۳۹۰
لیگ برتر هندبال زنان ایران ۱۳۹۰ هفتمین دوره  لیگ برتر هندبال زنان ایران  است که در ۱۱ اسفندماه ۱۳۹۰ با اولین قهرمانی ثامن سبزوار همراه شد. در این مسابقات، ۸ تیم به صورت گروهی و رفت و برگشتی با هم دیدار کردند که در پایات تیم ثامن سبزوار با ۱۴ برد و بدون شکست قهرمان شد.  تیم‌های زیتون کرمان و ذوب‌آهن اصفهان نیز با ۲۲ و ۲۰ امتیاز دوم و سوم شدند. تیمهای مجید تهران و شهرداری کرمان نیز در پایان به رقابتهای لیگ یک هندبال بانوان کشور سقوط کردند.

## رده بندی پایانی
| رتبه | تیم                    | بازی | امتیاز | صعود و سقوط |
| ---- | ---------------------- | ---- | ------ | ----------- |
| ۱    | ثامن سبزوار            | ۱۴   | ۲۸     |             |
| ۲    | زیتون کرمان            | ۱۴   | ۲۲     |             |
| ۳    | ذوب آهن اصفهان         | ۱۴   | ۲۰     |             |
| ۴    | شکوهی کردستان          | ۱۴   | ۱۳     |             |
| ۵    | هیئت هندبال فیروز آباد | ۱۴   | ۱۱     |             |
| ۶    | نفت و گاز گچساران      | ۱۴   | ۱۰     |             |
| ۷    | مجید تهران             | ۱۴   | ۶      |             |
| ۸    | شهرداری کرمان          | ۱۴   | ۲      |             |